# Episodi di Buffy l'ammazzavampiri (sesta stagione)
La sesta stagione della serie televisiva Buffy l'ammazzavampiri, composta da 22 episodi, è andata in onda dal 2 ottobre 2001 al 21 maggio 2002 sul canale UPN.
| nº | Titolo originale        | Titolo italiano          | Prima TV USA     | Prima TV Italia |
| -- | ----------------------- | ------------------------ | ---------------- | --------------- |
| 1  | Bargaining (part 1)     | Il rito (1ª parte)       | 2 ottobre 2001   | 11 marzo 2003   |
| 2  | Bargaining (part 2)     | Il rito (2ª parte)       | 2 ottobre 2001   | 18 marzo 2003   |
| 3  | After Life              | Il ritorno               | 9 ottobre 2001   | 18 marzo 2003   |
| 4  | Flooded                 | Allagamento              | 16 ottobre 2001  | 25 marzo 2003   |
| 5  | Life Serial             | Sotto esame              | 23 ottobre 2001  | 25 marzo 2003   |
| 6  | All the Way             | Bugia pericolosa         | 30 ottobre 2001  | 1º aprile 2003  |
| 7  | Once More, With Feeling | La vita è un musical     | 6 novembre 2001  | 1º aprile 2003  |
| 8  | Tabula Rasa             | Tabula Rasa              | 13 novembre 2001 | 8 aprile 2003   |
| 9  | Smashed                 | Diamante ghiacciato      | 20 novembre 2001 | 8 aprile 2003   |
| 10 | Wrecked                 | Fuori controllo          | 27 novembre 2001 | 16 aprile 2003  |
| 11 | Gone                    | Scomparsa                | 8 gennaio 2002   | 16 aprile 2003  |
| 12 | Doublemeat Palace       | L'ingrediente segreto    | 29 gennaio 2002  | 22 aprile 2003  |
| 13 | Dead Things             | La sfera magica          | 5 febbraio 2002  | 22 aprile 2003  |
| 14 | Older and Far Away      | Il compleanno di Buffy   | 12 febbraio 2002 | 30 aprile 2003  |
| 15 | As You Were             | Difficile da dimenticare | 26 febbraio 2002 | 30 aprile 2003  |
| 16 | Hell's Bells            | Le campane dell'inferno  | 5 marzo 2002     | 7 maggio 2003   |
| 17 | Normal Again            | Di nuovo normale         | 12 marzo 2002    | 14 maggio 2003  |
| 18 | Entropy                 | Entropia                 | 30 aprile 2002   | 21 maggio 2003  |
| 19 | Seeing Red              | Profondo rosso           | 7 maggio 2002    | 21 maggio 2003  |
| 20 | Villains                | Perversi                 | 14 maggio 2002   | 4 giugno 2003   |
| 21 | Two to Go               | Due da eliminare         | 21 maggio 2002   | 4 giugno 2003   |
| 22 | Grave                   | Baratro                  | 21 maggio 2002   | 10 giugno 2003  |

- Interpreti principali: Sarah Michelle Gellar (Buffy Summers), Nicholas Brendon (Xander Harris), Alyson Hannigan (Willow Rosenberg), Emma Caulfield (Anya Jenkins), James Marsters (Spike), Michelle Trachtenberg (Dawn Summers), Amber Benson (Tara Maclay), Anthony Head (Rupert Giles).

## Il rito (1ª parte)
- Titolo originale: Bargaining: Part 1
- Diretto da: David Grossman
- Scritto da: Marti Noxon (soggetto); Joss Whedon (sceneggiatura)

### Trama
Sono passati quasi cinque mesi da quando Buffy ha sacrificato la sua vita per salvare il mondo e sua sorella Dawn. Willow e Tara si sono trasferite in casa Summers per prendersi cura di Dawn, mentre Giles, sempre più depresso per morte della sua Cacciatrice, decide di tornare in Inghilterra, lasciando la gestione del Magic Box ad Anya. Inoltre, il Buffybot ha preso temporaneamente le veci della Cacciatrice, poiché la morte di Buffy avrebbe potuto causare notevoli problemi per l'affidamento di Dawn. Una sera il Buffybot, durante il turno di pattuglia, viene ferito a un occhio durante lo scontro con un vampiro, riportando danni superficiali; il vampiro sopravvive, e racconta l'accaduto a una banda di demoni motociclisti, gli Hellion, comandati dallo spietato e sadico Razor, che vede una buona occasione per saccheggiare la città.
Nel frattempo Willow, convinta che lo spirito di Buffy sia intrappolato in una dimensione infernale, date le circostanze innaturali in cui è morta, rivela ai suoi amici di sentirsi pronta a utilizzare l'urna del dio Osiride in un oscuro rituale che, se effettuato correttamente, potrebbe riportare in vita Buffy, senza trasformarla in uno zombie. Tiene però Giles, Dawn e Spike all'oscuro, temendo che potrebbero fraintendere le sue intenzioni.
Al Magic Box la Scooby Gang trova un biglietto di Giles che li avverte di essere partito di nascosto al fine di evitare un addio straziante. Decidono così di andare all'aeroporto per fargli una sorpresa, augurandogli buon viaggio. 
Durante una notte di luna piena, mentre Dawn si trova insieme a Spike al sicuro in casa Summers, Willow, Xander, Tara e Anya si recano al cimitero, davanti alla tomba di Buffy. Durante il terribile rituale, Willow è costretta a superare atroci prove fisiche. Nel frattempo gli scagnozzi motociclisti di Razor invadono Sunnydale e danneggiano il Buffybot. Seguendo la sua programmazione, il robot raggiunge Willow, in quanto addetta alla sua manutenzione, portando involontariamente con sé i demoni. Nella zuffa che segue, l'urna di Osiride si spacca in due, causando apparentemente il fallimento del rituale. Sottoterra, tuttavia, Buffy si rianima, scoprendosi intrappolata nella sua stessa bara.
- Altri interpreti: Franc Ross (Razor), Paul Greenberg (Shempy Vampire), Mike Grief (Klyed), Harry Johnson (Genitore #1), Hila Levy (Bella ragazza), Geoff Meed (Mag), Joy Demichelle Moore (Ms. Lefcourt), Robert Vito (bel ragazzo), Kelly Lynn Warren (Genitore #2), Bru Muller (Insegnante, non accreditato);
- Musiche:
  - quando i demoni sono in moto si sente Permanence degli Static-X.

## Il rito (2ª parte)
- Titolo originale: Bargaining: Part 2
- Diretto da: David Grossman
- Scritto da: David Fury (soggetto); Joss Whedon (sceneggiatura)

### Trama
Mentre la città di Sunnydale viene messa a ferro e fuoco dai demoni Hellion guidati da Razor, Buffy, intrappolata nella sua stessa tomba, è costretta a scavarsi un varco con la sola forza delle mani nude.
Contemporaneamente, Willow e gli altri si vedono costretti alla ritirata, di fronte alla superiorità numerica dei demoni. Riunitosi al Magic Box, il gruppo, sconvolto per l'apparente fallimento del rito, decide di uscire e andare alla ricerca di Dawn e Spike, fuggiti da casa Summers, in quanto troppo esposta al pericolo. Intanto il Buffybot viene catturato e torturato dai demoni, mentre la vera Buffy riesce con difficoltà a uscire dalla tomba. Dopo essersi aggirata in stato confusionale per i vicoli della città, la Cacciatrice assiste alla distruzione della se stessa robotica da parte degli Hellion, lanciando un urlo disperato che richiama l'attenzione dei demoni. Giunti sul posto, Dawn e Spike scoprono i resti dell'androide, le cui ultime parole sono per Dawn, che viene a sapere della resurrezione della sorella. 
Dopo una disperata fuga, la Cacciatrice incontra casualmente i suoi amici, che la riconoscono e cercano di seguirla, ma Razor e una manciata dei suoi scagnozzi li attaccano. Dopo un violento scontro, Buffy riesce a uccidere gran parte dei demoni, mentre Razor viene ucciso da Tara, che gli pianta un'ascia nel petto mentre era sul punto di uccidere Willow. 
Nel frattempo, Buffy si arrampica sulla torre da cui si era gettata mesi prima per salvare il mondo. Qui viene raggiunta da Dawn, che cerca di convincere la sorella a scendere, essendo la torre altamente instabile. Buffy, confusa e disperata, è pronta a buttarsi nuovamente dalla torre, ma vedendo Dawn in pericolo per l'imminente crollo della struttura, si affretta a salvarla.
- Altri interpreti: Franc Ross (Razor), Mike Grief (Klyed), Geoff Meed (Mag), Richard Wharton (Proprietario della casa), Robert Vito (bel ragazzo, non accreditato)

## Il ritorno
- Titolo originale: After Life
- Diretto da: David Solomon
- Scritto da: Jane Espenson (soggetto); Joss Whedon (sceneggiatura)

### Trama
Buffy, ancora scioccata, fa ritorno a casa sua insieme a Dawn. Spike, pur felice per il ritorno di Buffy, si infuria con la Scooby Gang per aver coinvolto la ragazza che ama in una magia tanto rischiosa.
Difatti quello che il gruppo non sa è che, quando hanno riportato in vita la loro amica, hanno anche creato uno spirito demoniaco che, per poter sopravvivere, deve uccidere Buffy. Lo spirito attacca il gruppo, possedendo a turno il corpo di ognuno di loro e, in quanto incorporeo, è immune a qualsiasi attacco. Willow e Tara fanno dunque un incantesimo per dare un corpo allo spirito, così Buffy può finalmente ucciderlo, decapitandolo. 
Buffy fa mostra di essersi ripresa e ringrazia i suoi amici per averla salvata dall'inferno. Tuttavia confida a Spike di essere stata in realtà strappata dal paradiso e che tornare ora ad affrontare le sofferenze della vita è per lei il vero inferno. Buffy dice a Spike che i suoi amici non dovranno mai sapere cosa hanno fatto.
- Altri interpreti: Lisa Hoyle (Demone), Bryan Friday (Demone #1, non accreditato)

## Allagamento
- Titolo originale: Flooded
- Diretto da: Douglas Petrie
- Scritto da: Douglas Petrie e Jane Espenson (soggetto); Joss Whedon (sceneggiatura)

### Trama
Buffy tenta di riprendere in mano la sua vita, ma i suoi amici la informano che le sue finanze sono in una situazione disastrosa, a causa delle fatture ospedaliere accumulate durante la malattia della madre e il costo del funerale. A peggiorare il tutto, una brutta perdita d'acqua in casa Summers allaga l'intero seminterrato, rendendo necessarie ulteriori spese. Buffy decide quindi di chiedere un prestito alla banca, ma le viene negato, dato che non dà garanzie sufficienti. 
Giles, nel frattempo, torna a Sunnydale per riabbracciare la sua amata Buffy. Ciononostante rimprovera aspramente Willow per aver ricorso a un incantesimo tanto pericoloso e, per la prima volta, la ragazza si rivolge a lui in modo minaccioso.
Un piccolo gruppo di criminali, il Trio, composto da Jonathan Levinson, Andrew Wells e Warren Mears, assolda un demone per rapinare una banca. A colpo riuscito, il demone dice che in cambio vuole la testa della Cacciatrice. I tre non possono fare altro che fornire l'indirizzo di casa Summers. Dopo una lotta, che vede la distruzione di alcuni mobili di casa Summers, il demone viene ucciso. Buffy riceve una chiamata da Angel che vuole finalmente rivederla.
- Altri interpreti: Danny Strong (Jonathan Levinson), Adam Busch (Warren Mears), Tom Lenk (Andrew Wells), Todd Stashwick (Demone M'Fashnik), John Jabaley (Tito), Brian Kolb (Guardia della banca), Michael Merton (Mr. Savitsky)

## Sotto esame
- Titolo originale: Life Serial
- Diretto da: Nick Marck
- Scritto da: David Fury e Jane Espenson (soggetto); Joss Whedon (sceneggiatura)

### Trama
Buffy torna a Sunnydale dopo essersi incontrata con Angel a Los Angeles. Giles le chiede quali siano i suoi progetti futuri. Buffy gli risponde di essere alla costante ricerca di un'occupazione. Tara le propone di ricominciare a frequentare l'università, e a Buffy sembra una buona idea. La Cacciatrice non sa però che Jonathan, Andrew e Warren hanno in mente di tormentarla. Warren installa di nascosto un microchip sul maglioncino di Buffy, mentre sta camminando per i corridoi dell'università. Il microchip fa in modo che il tempo per Buffy scorra più lentamente rispetto al mondo attorno a lei. Quando Buffy trova il microchip, Warren attiva a distanza la sua autodistruzione. 
La Cacciatrice decide quindi di lasciare perdere gli studi tentando di lavorare nel cantiere di Xander, ma qui viene attaccata da tre demoni evocati da Andrew. Il capocantiere accusa Buffy di averlo colpito, mentre in realtà lo ha salvato. Licenziata, Buffy lascia il cantiere e nota il furgone del Trio.
Infine prova a lavorare come commessa al Magic Box di Anya e Giles. Qui verrà colpita da un incantesimo di Jonathan che la costringe a rivivere in loop una contrattazione con una cliente finché non riesce finalmente a venderle un articolo. Lasciato perdere anche il lavoro, Buffy si reca alla cripta di Spike e si ubriaca insieme a lui. Alla fine Giles decide di alleviare le pene di Buffy, donandole un assegno per poter pagare alcune riparazioni e le bollette.
- Altri interpreti: Danny Strong (Jonathan Levinson), Adam Busch (Warren Meers), Tom Lenk (Andrew Wells), Enrique Almeida (Marco), Richard Beatty (Piccolo demone), Winsome Brown (Cliente donna), Clint Culp (Barista), Alice Dinnean (Mano della mummia), Mark Ginther (Demone cornuto), Jonathan Goldstein (Mike), Noel Gugliemi (Vince), Paul Gutrecht (Tony), Jabari Hearn (Steve), James Charles Leary (Loose Skinned Demon), Christopher May (Cliente maschio), Derrick McMillon (Ron), David Meunier (Demone dalla faccia di topo), Jennifer Shon (Rachel), Andrew Wasser (Demone coperto di bava), Erik Betts (Demone predatore [non accreditato]), Marcia Ann Burrs (Prof.sa Bellamy [non accreditato]);

## Bugia pericolosa
- Titolo originale: All the Way
- Diretto da: David Solomon
- Scritto da: Steven S. DeKnight (soggetto); Joss Whedon (sceneggiatura)

### Trama
Xander e Anya informano il gruppo che hanno finalmente deciso di sposarsi. A casa Summers si organizza un piccolo party per festeggiare i futuri sposi e qui Willow e Tara hanno un piccolo litigio. Tara, proprio come Giles, crede che Willow stia facendo un uso esagerato della magia.
Dawn decide di mentire a Buffy, dicendole che andrà a dormire a casa della sua amica Janice, ma invece le due ragazze intendono passare la serata con due ragazzi: Zack e Justin. Dawn e Janice non sanno però che i ragazzi sono vampiri, i due le portano in un bosco ma intervengono Buffy, Spike e Giles, quest'ultimo uccide Zack impedendogli di far del male a Janice. Intanto anche dopo che Justin si rivela a Dawn come un vampiro lei sembra disposta a permettergli di trasformarla in un suo simile essendone attratta, ma Giles riesce a impedirglielo. Justin non è solo, infatti ci sono altri vampiri insieme a lui, tuttavia Buffy, aiutata da Spike e Giles, li uccide tutti, rimane solo Justin che viene ucciso da Dawn.
Buffy delega a Giles il compito di rimproverare la ragazzina. L'Osservatore inizia a preoccuparsi per il modo in cui Buffy sta diventando sempre più dipendente da lui. Nel frattempo, Willow e Tara continuano a litigare, dal momento che nelle ultime ore Willow ha dato ulteriori dimostrazioni di usare la magia in modo sconsiderato. Infine, Willow usa la magia su Tara stessa, facendole dimenticare i loro litigi e ristabilendo in modo disonesto la pace tra di loro.
- Altri interpreti: John O'Leary (Kaltenbach), Kavan Reece (Justin), Amber Tamblyn (Janice), Dave Power (Zack), Lorin Becker (Strega), Charles Duckworth (Glenn), Chad Erickson (Ragazzo), Lily Jackson (Witchy Poo), Emily Kay (Maria), Steven Anthony Lawrence (Ragazzo robusto), Adam Lieberman (Carl), Dominic Rambaran (Paramedico #1), Tony Sago (Paramedico #2), Sabrina Speer (Ragazza), Dawn Worrall (Christy)

## La vita è un musical
- Titolo originale: Once More, with Feeling
- Diretto da: Joss Whedon
- Scritto da: Joss Whedon

### Trama
A causa dell'arrivo a Sunnydale del demone musicale Sweet, tutti gli abitanti della città esprimono le loro emozioni danzando e cantando, su musiche e coreografie che sembrano generarsi dal nulla. Tale incantesimo è estremamente pericoloso perché, se le melodie si protraggono troppo a lungo, le persone vanno incontro ad autocombustione per l'intensità delle loro emozioni.
Anche i membri della Scooby Gang sono vittime della magia di Sweet e cantano i loro pensieri e preoccupazioni: Anya e Xander le loro paure riguardo all'imminente matrimonio; Spike la sua frustrazione circa il suo rapporto contraddittorio con Buffy; Giles la decisione di tornare definitivamente in Inghilterra, per permettere a Buffy di diventare indipendente da lui. 
Parlando con Dawn, Tara scopre di un litigio avuto con Willow del quale non conserva il ricordo. Indagando su dei piccoli fiori trovati in camera da letto quella mattina, scopre che sono i catalizzatori dell'incantesimo che Willow le ha lanciato per manipolarle i ricordi. Sconvolta, Tara canta la sua decisione di porre fine alla relazione con Willow. 
Sola in camera sua, Dawn osserva una scorta di oggetti che ha rubato, e indossa una collana che ha sottratto al Magic Box. Mentre intona una canzone sulla sua solitudine, la ragazzina viene rapita dagli scagnozzi di Sweet e portata al Bronze, dove il demone si nasconde. Sweet ritiene che sia stata proprio Dawn a evocarlo, e le rivela la sua intenzione di portarla nell'Oltretomba per fare di lei la sua regina. Quando Dawn gli rivela che sua sorella è la Cacciatrice, Sweet manda i suoi tirapiedi ad avvisare Buffy del rapimento, sperando di poter assistere alla sua morte per autocombustione.
Buffy si precipita al Bronze seguita dai suoi amici. Una volta trovatasi al cospetto di Sweet, Buffy è indotta a intonare una canzone sulla futilità della vita, durante la quale finisce per rivelare ai suoi amici che, resuscitandola, l'hanno portata via dal paradiso. Mentre i suoi amici inorridiscono per questa rivelazione, Buffy inizia a ballare selvaggiamente fino a fumare per l'imminente combustione. Spike la raggiunge e la ferma, cantandole che l'unico modo per guarire dalle sue ferite è continuare a vivere.
Applaudendo, Sweet si prepara ad andarsene con Dawn, che continua a negare di averlo evocato. Quando il demone le fa notare che ha al collo il suo talismano, Xander confessa di essere stato lui a usarlo per rallegrare l'atmosfera, non sapendo quali sarebbero state le conseguenze. Non volendo fare di Xander la sua regina, Sweet torna nella sua dimensione infernale. Fuori dal Bronze, Buffy e Spike cantano un'ultima canzone, al termine della quale finiscono per baciarsi.
- Altri interpreti: Hinton Battle (Sweet), Timothy Anderson (Seguace), Hunter Cochran (Ragazzo del college #2), Alex Estornel (Seguace), David Fury (Mustard Man), Marti Noxon (Parcheggiatrice), Matt Sims (Ragazzo del college #1), Daniel Weaver (Bel giovanotto), Zachary Woodlee (Demone/seguace), Scot Zeller (Seguace)

## Tabula Rasa
- Titolo originale: Tabula Rasa
- Diretto da: David Grossman
- Scritto da: Rebecca Kirshner (soggetto); Joss Whedon (sceneggiatura)

### Trama
Spike cerca di discutere con Buffy riguardo al bacio che si sono scambiati la sera precedente, ma lei si limita a dirgli che non succederà mai più. Subito dopo, Spike viene attaccato da un demone strozzino con cui ha un debito e Buffy è costretta a difenderlo. Willow, Xander, Anya e Tara discutono circa la terribile scoperta di aver richiamato Buffy non dall'inferno, ma dal paradiso. Willow suggerisce di manipolare magicamente la memoria di Buffy. Indignata, Tara rivela a Willow di aver scoperto che ha usato quell'incantesimo anche su di lei, e ribadisce i suoi timori per il modo malsano con cui fa uso della magia. Tara le annuncia che prenderà in considerazione l'idea di non lasciarla, se riuscirà a non fare uso della magia per una settimana.
Al Magic Box, Giles dice a Buffy che sta per partire per l'Inghilterra, in modo che lei possa imparare a stare da sola e Buffy prende molto male la notizia. Mentre il gruppo si reca al Magic Box per un incontro con Giles, Willow si trattiene in casa per fare un incantesimo volto a far dimenticare a Tara i loro litigi e a Buffy di essere stata in paradiso. Al negozio, Giles informa la Scoobie Gang, compreso uno Spike travestito in fuga dallo strozzino, che sta per lasciarli, e Buffy rivela in lacrime di sentirsi abbandonata da tutti. Tramite un cristallo che ha portato con sé, Willow completa la magia, ma a causa di un errore nel rituale, tutti i membri della Scoobie Gang perdono ogni ricordo riguardante le loro vite. Malinterpretando i pochi indizi che hanno a disposizione circa le loro identità, Giles e Anya si convincono di essere in procinto di sposarsi, Giles e Spike di essere padre e figlio, e Willow e Xander di essere fidanzati. Buffy e Dawn intuiscono invece di essere sorelle, e anche Tara e Willow avvertono di essere attratte l'una dall'altra.
Alcuni vampiri al servizio del demone strozzino attaccano il negozio, alla ricerca di Spike. Buffy si accorge della sua superforza quando impala uno dei vampiri e salva Spike. Buffy e Spike lasciano il negozio e lottano contro lo Strozzino e i suoi scagnozzi. Durante la lotta, Spike assume le sue fattezze di vampiro: sorpreso, cerca di convincere Buffy di essere un vampiro buono in cerca di redenzione. Nel negozio, Anya e Giles cercano di trovare una soluzione magica alla loro amnesia. I disastrosi tentativi di Anya spingono i due a litigare, e Giles rivela di aver trovato in tasca un biglietto aereo di sola andata per Londra, ipotizzando volerla abbandonare. La donna lo prega di non lasciarla e i due finiscono per baciarsi. Nelle fogne, il resto degli Scoobies cerca di raggiungere un ospedale. Xander lotta con un vampiro che li insegue e alla fine lo impala, dopodiché calpesta accidentalmente il cristallo di Willow, caduto dalla sua tasca durante il trambusto.
Il cristallo si frantuma e l'incantesimo si spezza. Giles e Anya smettono di baciarsi, pieni di imbarazzo. Tara si rende conto che Willow ha infranto la promessa di non usare la magia. Spike finisce il resto dei vampiri e promette di saldare il suo debito con lo strozzino, ormai intimidito. 
Tara fa le valigie e lascia casa Summers mentre Willow piange disperata. Giles prende l'aereo per tornare in Inghilterra. Spike trova Buffy al Bronze e i due si baciano appassionatamente sotto le scale.
- Altri interpreti: Raymond O'Connor (Teeth, l'usuraio), David Franco (Vampiro #3), Stephen Triplett (Vampiro #2), Geordie White (Vampiro #1), Erik Betts (Vampiro #4 [non accreditato]), Michelle Branch (Sé stessa [non accreditato]), David Meunier (Demone dalla faccia di topo [non accreditato])

## Diamante ghiacciato
- Titolo originale: Smashed
- Diretto da: Turi Meyer
- Scritto da: Drew Z. Greenberg (soggetto); Joss Whedon (sceneggiatura)

### Trama
Al Museo di Storia Naturale di Sunnydale, il Trio ruba un diamante che, secondo Warren, è dotato di grandi proprietà magiche.
Buffy incontra Spike che vorrebbe parlare dei baci che si sono scambiati. Buffy lo respinge e i due finiscono per avere uno scontro fisico. Spike si accorge di non provare dolore quando colpisce Buffy. Convinto che il suo chip abbia smesso di funzionare, cerca subito di mordere una ragazza, ma il chip si attiva come al solito, torturandolo e permettendo alla ragazza di fuggire.
Willow è afflitta dalla mancanza di Tara, che ha deciso di troncare la loro storia d'amore. Nel frattempo riesce a restituire la forma umana alla sua vecchia amica Amy, che si era trasformata in un topo per sfuggire a un rogo di streghe, salvo poi rimanere bloccata in quella forma. Amy, come Willow, non ha nessuna inibizione nell'usare la magia per scopi personali, e le due passano una serata al Bronze, lanciando incantesimi sui presenti senza ritegno. 
Spike si reca da Warren e, minacciando di rompere uno dei suoi modellini di Star Wars, lo convince a controllare il suo chip. Warren afferma che il chip funziona benissimo, ma Spike è comunque soddisfatto. Spike incontra nuovamente Buffy e i due hanno un altro scontro. Il vampiro le mostra di poterla colpire senza che il chip si attivi, sostenendo che è tornata in vita non completamente umana. 
Tara, che si era incontrata con Dawn per rassicurarla che ci sarebbe sempre stata per lei, riaccompagna la ragazzina a casa, scoprendola completamente vuota; Tara è dunque costretta a passare l'intera notte in casa Summers per fare compagnia a Dawn.
Nel frattempo, Buffy e Spike lottano in una casa abbandonata, ma poi finiscono per fare sesso.
- Altri interpreti: Danny Strong (Jonathan Levinson), Adam Busch (Warren Meers), Tom Lenk (Andrew Wells), Elizabeth Anne Allen (Amy Madison), Jordan Belfi (Ryan), John Patrick Clerkin (Uomo), Rick Garcia (Giornalista), Jack Jozefson (Rusty), Lauren Nissi (Girlfriend), Melanie Sirmons (Brie), Kelly Smith (Ragazza innocente), Patrice Walters (Donna), Adam Weiner (Simon), Andrew Aguilar (amico di Willow, non accreditato), Judita Wignall (Sé stessa/cantante chitarrista, non accreditato)

## Fuori controllo
- Titolo originale: Wrecked
- Diretto da: David Solomon
- Scritto da: Marti Noxon (soggetto); Joss Whedon (sceneggiatura)

### Trama
Dopo aver passato la notte facendo sesso con Spike, Buffy, piena di vergogna, minaccia il vampiro di ucciderlo, se mai racconterà a qualcuno cosa hanno fatto. 
Dopo la notte passata in compagnia di Amy, a fare magie di ogni tipo, il potere di Willow si è temporaneamente esaurito. Amy suggerisce a Willow di recarsi da uno stregone, Rack, che fornisce dosi di magia potenti e durature. Willow lascia che Rack le infonda la sua magia, la quale ha potenti effetti stupefacenti, e diventa subito chiaro che lo stregone è l'equivalente magico di uno spacciatore di droga.
La sera successiva, Willow e Dawn escono per passare una serata al cinema. Tuttavia Willow soccombe alla crisi di astinenza e si reca da Rack, lasciando Dawn da sola con gli inquietanti clienti dello stregone. A casa Summers, Buffy sorprende Amy mentre ruba alcune provviste magiche di Willow. Buffy costringe Amy a rivelarle cosa sta facendo Willow e viene a sapere di Rack. La Cacciatrice si reca da Spike e gli chiede aiuto per trovare Willow e Dawn, sebbene ciò dia l'opportunità al vampiro di ricordarle cosa hanno fatto la notte precedente.
Dopo due ore di attesa, Dawn viene raggiunta da Willow, chiaramente alterata dalla magia di Rack. Dawn vorrebbe tornare a casa, ma le due vengono attaccate da un demone involontariamente evocato da Willow. Le due fuggono a bordo di un'auto guidata magicamente da Willow, ma la scarsa lucidità della strega fa in modo che l'auto si schianti contro un muro. Dawn, con un braccio rotto, viene raggiunta e attaccata dal demone, ma Buffy e Spike giungono in suo soccorso. Il demone viene infine ucciso da Willow con la sua magia.
Spike porta Dawn in ospedale, mentre Willow, disperata, ammette di essere dipendente dalla magia e supplica Buffy di aiutarla. A casa, Buffy parla con Willow del suo abuso di magia e delle conseguenze che ha comportato. Con il sostegno di Buffy, Willow decide di abbandonare definitivamente la magia. Buffy nota le analogie tra la dipendenza di Willow e il suo rapporto morboso con Spike. Più tardi, Willow combatte i sintomi dell'astinenza nel suo letto, mentre Buffy abbraccia una croce e riempie la sua stanza di aglio, per tenere lontano Spike.
- Altri interpreti: Elizabeth Anne Allen (Amy Madison), Jeff Kober (Rack), Fleming Brooks (Mandraz), Michael Giordani (Jonesing Guy), Colin Malone (Ragazzo inquietante), Mageina Tovah (Jonesing Girl)

## Scomparsa
- Titolo originale: Gone
- Diretto da: David Fury
- Scritto da: David Fury (soggetto); Joss Whedon (sceneggiatura)

### Trama
Un'assistente sociale di nome Doris Kroeger fa visita a Buffy per controllare come se la cava in quanto tutore legale di Dawn, ma Buffy, che pensava che la visita fosse programmata per il giorno dopo, è del tutto impreparata. Doris si fa una pessima opinione del contesto in cui vive Dawn e annuncia a Buffy che sicuramente perderà la custodia della sorella.
Nel frattempo, il Trio usa il diamante magico rubato per mettere a punto un raggio che rende invisibili. I tre criminali decidono di collaudare il raggio, ma per sbaglio colpiscono Buffy. La Cacciatrice avverte Xander e Anya dell'accaduto, dopodiché decide di sfruttare questa nuova condizione per divertirsi. Buffy si reca al Dipartimento dei Servizi Sociali dove terrorizza Doris e la induce a comportarsi in modo bizzarro davanti al suo supervisore. Questi, pensando che Doris abbia una crisi di nervi, decide di mandare un altro assistente sociale a ispezionare casa Summers il giorno dopo. Dopodiché Buffy si reca al mausoleo di Spike e fa sesso con lui. 
Willow e Xander si dirigono nel luogo in cui Buffy è diventata invisibile. Willow riesce a ricostruire la scena e scopre che i colpevoli sono gli autisti del furgone nero che hanno visto vicino a Buffy. Al Magic Box, Xander e Anya analizzano un cono stradale invisibile trovato nel luogo dove Buffy era stata colpita dal raggio (quando avevano reso invisibile Buffy il raggio aveva colpito anche l'oggetto) e si accorgono che sta perdendo consistenza. Spike manda via Buffy, accusandola di usare l'invisibilità per sfuggire ai suoi problemi e di voler fare sesso con lui solo perché, in quanto invisibile, è convinta di non essere davvero lì. Buffy torna a casa sua e Dawn, spaventata, esprime opinioni simili a quelle di Spike circa il suo comportamento. Un messaggio in segreteria da parte di Xander la avverte che rimanendo invisibile rischia di morire.
Nel frattempo, Willow controlla i registri della motorizzazione e scopre chi è il proprietario del furgone. Si reca nel covo del Trio, la cantina della madre di Warren, ma viene catturata dai tre criminali, ora invisibili. Il Trio telefona a Buffy e le dice di aver rapito Willow e che la incontrerà alla sala giochi. 
Buffy incontra il Trio con Willow tenuta in ostaggio. Warren dice a Buffy che le scaglierà un raggio che la renderà nuovamente visibile, ma Willow si accorge che il macchinario è impostato in modo da accelerare il processo che la farà dissolvere. Buffy riesce a individuare i membri del Trio, anche se invisibili, e a sconfiggerli in combattimento. Willow, che ha cambiato la frequenza del macchinario, lo punta sui quattro, rendendoli nuovamente visibili. Ormai identificati, i membri del Trio scappano dalla sala giochi con l'ausilio di una bomba fumogena.
Buffy e Willow riflettono sulla giornata appena trascorsa. Willow spiega che, pur avendo trovato il Trio senza ricorrere alla magia, è stata tentata di usarla, mentre Buffy ammette che, sebbene stia ancora cercando di riabituarsi a essere viva, quando ha scoperto gli effetti finali dell'invisibilità, ha capito di non voler morire.
- Altri interpreti: Danny Strong (Jonathan Levinson), Adam Busch (Warren Meers), Tom Lenk (Andrew Wells), Daniel Hagen (Supervisore dei servizi sociali), Susan Ruttan (Doris Kroeger), Dwight Bacquie (Guardia della sicurezza), Jessa French (Cleo), Elin Hampton (Collega), Jeffrey Jacquin (Meteorologo televisivo), Kelly Parver (Ragazza al parco), Lyndon Smith (Ragazzino), Melina Webberley (Ragazzina).

## L'ingrediente segreto
- Titolo originale: Doublemeat Palace
- Diretto da: Nick Marck
- Scritto da: Jane Espenson (soggetto); Joss Whedon (sceneggiatura)

### Trama
La Scooby Gang scopre che il Trio ha spostato la sua base e che per ora i tre criminali sembrano essere scomparsi. Buffy trova lavoro nel fast food Doublemeat Palace e rimane subito incuriosita dal misterioso "ingrediente segreto" che insaporisce l'hamburger Doublemeat Medley. Spike viene a trovarla e insinua che Buffy faccia un lavoro banale e sfiancante solo per sentirsi normale, quando probabilmente adesso è un demone. Nel frattempo, un collega di Buffy viene aggredito nel vicolo dietro il Doublemeat Palace e il giorno dopo non si presenta al lavoro. In seguito, Buffy fa sesso con Spike nel vicolo dietro il fast food. 
Xander riceve la visita di un demone della vendetta di nome Halfrek che minaccia di farlo a pezzi. Fortunatamente Anya chiarisce l'equivoco: le due sono vecchie amiche, e Anya ha evocato Halfrek non per cercare vendetta, ma per invitarla al suo matrimonio. Le due amiche prendono un drink assieme e Halfrek cerca subito di far venire dubbi ad Anya circa il suo rapporto con Xander. Amy fa visita a Willow perché desiderosa di avere la sua vecchia gabbia. Prima di andarsene, volendo impedire a Willow di abbandonare la magia, le fa un incantesimo che la dota temporaneamente di un potere magico incontrollabile che deforma e danneggia gli oggetti intorno a lei. 
Al Doublemeat Palace, Buffy trova un dito umano nel tritacarne. Inorridita dall'idea che l'ingrediente segreto sia la carne umana, Buffy affronta il direttore Manny, che però non condivide i suoi sospetti. Buffy si precipita nella sala da pranzo e cerca di impedire a tutti gli avventori di mangiare, gridando che la carne è fatta di esseri umani. Buffy viene dunque licenziata.
Al Magic Box, Buffy riunisce la Scooby Gang per chiarire il mistero del fast food. Willow, pur ostacolata dalla magia di Amy, indaga sulla carne portata da Buffy, e scopre che l'hamburger non solo non contiene carne umana, ma è fatto interamente di verdure.
La Cacciatrice irrompe nel fast food in cerca di indizi, e trova sangue e il piede mozzato di Manny. Buffy incontra una cliente abituale del fast food, un'anziana signora sempre vista con indosso una parrucca. Per la prima volta, la signora è senza la sua abituale parrucca, rivelando una lampreda demoniaca che emerge dalla sua testa. Il demone spruzza su Buffy un liquido paralizzante e dichiara di avere un grande appetito per i lavoratori del Doublemeat Palace, perché resi più saporiti dagli hamburger che mangiano durante la pausa pranzo. Willow raggiunge Buffy per informarla dell'ingrediente segreto e la trova in procinto di essere divorata dal demone. Willow coglie di sorpresa il demone, tagliando la lampreda con una grande lama per poi buttarla nel tritacarne. 
Il giorno dopo, Amy fa visita a Willow per chiedere in prestito alcuni beni di prima necessità. Willow le nega l'ingresso in casa e le intima di non avvicinarsi più a lei. Buffy torna al Doublemeat Palace per restituire la sua uniforme alla nuova direttrice. Quando Buffy le rivela di conoscere l'ingrediente segreto, viene riassunta in cambio del suo silenzio.
- Altri interpreti: Elizabeth Anne Allen (Amy Madison), Pat Crawford Brown (Vecchia), Brent Hinkley (Manny), Kirsten Nelson (Lorraine Ross), Kali Rocha (Halfrek), Douglas Bennett (Phillip), Marion Calvert (Gina), Kevin Carter (Mr. Typical), T. Ferguson (Gary), Victor Z. Isaac (Pimply Teen), John F. Kearney (Uomo anziano), Sara Lawall (Casalinga tipo), Andrew Reville (Timothy).

## La sfera magica
- Titolo originale: Dead Things
- Diretto da: James A. Contner
- Scritto da: Steven S. DeKnight (soggetto); Joss Whedon (sceneggiatura)

### Trama
La relazione sessuale tra Buffy e Spike prosegue. Buffy, pur ammettendo di provare qualcosa per Spike, è ancora sconcertata dal proprio comportamento. La Cacciatrice parla con Tara del fatto che Spike può farle del male, nonostante il suo chip non sia danneggiato: teme che l'incantesimo di Willow l'abbia riportata indietro in modo "sbagliato" e Tara accetta di indagare su questa possibilità.
Nel frattempo, il Trio costruisce un artefatto magico in grado di trasformare qualsiasi donna in una loro schiava sessuale. Warren va in cerca di donne attraenti da soggiogare e trova la sua ex ragazza Katrina. Warren sottomette magicamente la donna e la porta nel covo del Trio. Tuttavia, quando sta per costringerla a un rapporto sessuale, l'incantesimo svanisce. Infuriata, Katrina dichiara che andrà alla polizia, ma Warren la colpisce in testa con una bottiglia, uccidendola accidentalmente.
Quella sera, durante la ronda, Buffy, insieme a Spike, combatte contro dei demoni che stanno aggredendo una ragazza, ovvero Katrina. In un momento di disorientamento in cui il tempo slitta a fasi alternate, Buffy colpisce per sbaglio Katrina, mentre la Cacciatrice e Spike uccidono i demoni. Buffy si avvicina a Katrina e la trova morta, dando per scontato che sia stata lei a ucciderla inavvertitamente colpendola. Spike allontana una sconvolta Buffy dalla scena e cerca di disfarsi del corpo. In realtà la persona che lei aveva colpito era Jonathan, che con un incantesimo aveva assunto le sembianze di Katrina, poi ha posizionato lì il cadavere della ragazza in modo che Buffy pensasse che fosse stata proprio lei a toglierle la vita.
A casa, Buffy dice a Dawn che si consegnerà alla polizia; allarmata dalla prospettiva di perdere la sorella, Dawn accusa Buffy di fuggire per l'ennesima volta dalle persone che la amano dato che rimpiange il paradiso dal quale è stata portata via dopo che l'avevano resuscitata. Spike cerca di impedire a Buffy di costituirsi mentre vengono a sapere che il corpo è stato portato a riva dal fiume. Spike dice a Buffy che, avendo salvato migliaia di vite, non dovrebbe pagare per averne accidentalmente tolta una. Buffy aggredisce fisicamente Spike, che non si difende, e gli rinfaccia di non poter capire in quanto privo di anima.
Entrata nella stazione di polizia, Buffy sente che la ragazza nel bosco era Katrina Silber, che riconosce come l'ex fidanzata di Warren. Intuendo la verità, Buffy se ne va senza parlare con gli agenti. Anya scopre che i demoni affrontati da Buffy sono dei Rwasundi, piuttosto rari e quando giungono sulla dimensione terrena generano delle interferenze temporali oltre che una percezione distorta della realtà (quelle percepite da Buffy mentre li affrontava) Xander capisce che Katrina era già morta prima che Buffy affrontasse i Rwasundi infatti la Cacciatrice non tarda a capire che è stato Warren a ucciderla, ormai Buffy è decisa a stanare Warren in modo che paghi per quello che ha fatto. Nel frattempo, la polizia di Sunnydale dichiara la morte di Katrina un annegamento accidentale, Andrew e Warren sono compiaciuti al contrario di Jonathan che invece inizia a provare rimorso per la propria condotta.
Tara conclude le sue ricerche e dice a Buffy che l'incantesimo non ha causato in lei nessun cambiamento, semplicemente il ritorno dell'energia vitale nel proprio corpo durante la resurrezione ha alterato parzialmente la sua essenza confondendo la percezione del chip di Spike. Buffy è però inorridita dalla notizia, e rivela a Tara che lei e Spike sono diventati amanti, e ormai nella disperazione del momento è costretta ad ammettere che prova qualcosa per lui nonostante Spike sia la personificazione di tutto ciò che lei ha sempre combattuto.
- Altri interpreti: Danny Strong (Jonathan Levinson), Adam Busch (Warren Meers), Tom Lenk (Andrew Wells), Amelinda Smith (Katrina Silber), Bernard Addison (Poliziotto #1), Marion Calvert (Gina), Eric Prescott (Poliziotto #2), Rock Reiser (Sergente alla scrivania).

## Il compleanno di Buffy
- Titolo originale: Older and Far Away
- Diretto da: Michael Gershman
- Scritto da: Drew Z. Greenberg (storia); Joss Whedon (sceneggiatura)

### Trama
Buffy combatte contro un demone spadaccino e lo infilza con la sua stessa spada, facendolo apparentemente dissolvere. La Cacciatrice torna a casa con la spada appena ottenuta, inconsapevole che il demone è stato risucchiato dentro di essa. A scuola, Dawn viene convocata dalla consulente scolastica, Hallie, che le fa domande sulla sua vita e cerca di farle rivelare i suoi problemi. Dawn, manifesta il suo senso di solitudine, ed esprime il desiderio che le persone smettano di abbandonarla.
Per il suo ventunesimo compleanno, Buffy tiene una festa a casa sua, a cui invita la Scooby Gang e poche altre persone. Non invita Spike, che tuttavia si presenta alla festa senza invito. La mattina dopo, nessuno è ancora riuscito a lasciare la casa, come se una forza misteriosa li trattenesse lì. Vedendo tutti desiderosi di andarsene, Dawn li accusa di volerla abbandonare. La Scooby Gang inizia dunque a sospettare di lei.
Tara esegue un incantesimo volto a liberare tutti dalla casa, ma invece libera il demone dalla spada. Il demone attacca uno degli invitati, Richard, con la sua spada, e lo ferisce al petto. Anya fa pressione su Willow perché usi la magia per liberarli, prospettiva che terrorizza Willow, che teme una ricaduta. Tara sostiene Willow e la difende da Anya.
Dawn rivela alla sorella di essersi confidata con una consulente scolastica. Anya fa irruzione nella stanza di Dawn e inizia a frugare tra le sue cose, fino a scoprire la scorta segreta di oggetti rubati dal Magic Box. Mentre Anya accusa Dawn di aver tradito la sua fiducia, Buffy si rende conto che anche il regalo di compleanno ricevuto da Dawn (una costosa giacca in pelle) è il risultato di un furto.
Buffy fatica ad accettare il comportamento della sorella e incolpa della situazione la consulente scolastica con cui Dawn ha parlato. Anya mette insieme i pezzi e conclude che la responsabile del loro guaio è la sua amica Halfrek. Poiché soltanto Halfrek può annullare un suo incantesimo, Anya la evoca. Quando Halfrek appare, il demone spadaccino la attacca e lei perde i sensi. Spike, Anya e Buffy combattono con il demone e Buffy riesce finalmente a ucciderlo. 
Halfrek si risveglia, per nulla danneggiata dall'attacco del demone spadaccino, e spiega che, mentre Anya come demone della vendetta puniva gli uomini fedifraghi, lei è specializzata in cattivi genitori. Informa i presenti di aver avvertito la solitudine di Dawn e la sua disperazione, e afferma che tutti loro meritano di essere maledetti. Alla fine del discorso, Halfrek cerca di andarsene, ma ormai è intrappolata nella casa. Si vede dunque costretta ad annullare la maledizione.
Tara dice a Willow di essere orgogliosa per il fatto che non sia caduta nella tentazione di usare la magia anche in una situazione disperata. Richard viene scortato fuori e portato in ospedale, mentre anche il resto degli invitati lascia la casa. Rimaste sole, Dawn e Buffy iniziano a riappacificarsi.
- Altri interpreti: Kali Rocha (Halfrek), Ryan Browning (Richard), Elizabeth Cazenave (Insegnante), James Charles Leary (Clem), Laura Roth (Sophie)

## Difficile da dimenticare
- Titolo originale: As You Were
- Diretto da: Douglas Petrie
- Scritto da: Douglas Petrie (soggetto); Joss Whedon (sceneggiatura)

### Trama
Riley torna a Sunnydale e chiede a Buffy di aiutarlo a uccidere un demone Suvolte appena giunto a Sunnydale, in effetti Riley ha dato la caccia a queste creature nelle giungle del Paraguay. Buffy è ancora visibilmente attratta da Riley ma scopre che lui non è solo: è in compagnia della moglie Sam, che come Riley è un soldato specializzato nella caccia ai demoni. Sam e Riley affrontano il Suvolte che viene ucciso da Buffy
Riley viene riaccolto con gioia dagli amici, anche se Dawn è piuttosto arrabbiata con lui dato aveva lasciato Sunnydale senza salutarla, Sam e Riley spiegano alla Scooby Gang della missione che li ha portati a Sunnydale. Il demone Suvolte è giunto in città per deporre un nido per la sua prole; è un demone capace di moltiplicarsi rapidamente e può distruggere l'intera popolazione di una città in pochissimo tempo. In effetti Buffy non doveva uccidere quel demone, dato che dovevano monitorarlo affinché conducesse al covo. Si sospetta che un trafficante di demoni residente a Sunnydale, il "Dottore", custodisca le uova in cambio di denaro.
Riley incarica Sam e Buffy di cercare il nido mentre lui indaga sul Dottore. Sam racconta a Buffy di come ha incontrato Riley e solleva l'argomento dell'attuale situazione sentimentale di Buffy, ma la Cacciatrice evita di parlarne.
Buffy suggerisce di separarsi e, mentre Sam va a cercare Riley, Buffy punta direttamente alla cripta di Spike. Dopo averlo interrogato brevemente sul Dottore, ha un rapporto sessuale con lui. Più tardi, Spike e Buffy vengono scoperti da Riley mentre dormono sotto le coperte. Palesemente scosso dalla visione, Riley identifica Spike come il Dottore e gli chiede delle uova, avendolo scoperto dai propri informatori.
Buffy non riesce a credere che Spike possa essere coinvolto, ma quando lei e Riley si recano al livello inferiore della cripta, trovano uova di demone ovunque. Spike e Buffy litigano e Spike se ne va, accusandola di usarlo solo per divertirsi. In quel momento le uova si schiudono e i piccoli demoni Suvolte attaccano Buffy e Riley. I due riescono a fuggire e Buffy lancia una granata contro i demoni, distruggendo loro e gran parte del covo sotterraneo di Spike.
Inevitabilmente Buffy non può fare a meno di provare un complesso di inferiorità nei confronti di Riley il quale ora ha una vita perfetta: lotta contro i demoni amando ciò che fa e inoltre ha una moglie che adora, mentre Buffy è diventata l'amante di un vampiro spietato, e fa un lavoro senza prospettive in un fast food. Riley le spiega che tutto ciò per lui non ha importanza ritenendo che lei stia solo passando un brutto momento, lui la considera ancora una persona eccezionale. Riley ha l'ordine di catturare Spike ma Buffy lo convince a sorvolare su quanto accaduto.
Sam e Riley lasciano Sunnydale partendo per il Nepal, salutati dalla Scooby Gang, questa volta Riley e Dawn si salutano con affetto. Il giorno dopo, Buffy va a trovare Spike. Indifferente al fatto che lui sia il Dottore, Buffy gli annuncia che tra loro due è finita, perché, pur provando qualcosa per lui, non potrà mai amarlo, e non ritiene giusto approfittarsi dell'amore di lui.
- Altri interpreti: Marc Blucas (Riley Finn), Ivana Miličević (Sam Finn), Marilyn Brett (Signora), Alice Dinnean (Demone marionettista baby), Adam Paul (Skanky Vamp), Ryan Raddatz (Todd), Mitch Morris (Ragazzo carino [non accreditato])

## Le campane dell'inferno
- Titolo originale: Hell's Bells
- Diretto da: David Solomon
- Scritto da: Rebecca Kirshner (soggetto); Joss Whedon (sceneggiatura)

### Trama
È il giorno del matrimonio di Xander e Anya. Willow è testimone, mentre Buffy, Tara, Dawn e Halfrek sono damigelle d'onore della sposa. Tutte loro sono costrette a indossare orribili abiti verdi scelti da Anya. Gli ospiti di Anya sono per la maggior parte demoni (fatti passare per persone del circo), tra i quali è presente il capo dei demoni della vendetta, D'Hoffryn. La chiassosa e maleducata famiglia di Xander, in particolare il padre alcolizzato, mette subito in imbarazzo lo sposo.
Un misterioso vecchio trascina Xander lontano dagli altri e afferma di essere lo Xander Harris del futuro. Il vecchio supplica Xander di non sposare Anya e lo espone alla magia di una sfera stregata che, come afferma, è in grado di dargli visioni del futuro. Xander subisce visioni della sua vita matrimoniale con Anya dove Buffy muore e Xander (avendo tentato vanamente di aiutarla) si frattura la schiena e dunque si ritrova a essere un disoccupato e alcolizzato, lui e Anya hanno due figli, un maschio e una femmina la quale chiaramente non può essere di Xander dato che lei è un demone, Anya chiaramente lo tradisce, lei detesta il marito ogni giorno di più, fino a un episodio in cui i due sono anziani dopo 30 anni di matrimonio e Xander aggredisce fisicamente Anya, colpendola con una padella. Sconvolto, Xander lascia l'edificio.
Anya scopre che Xander è sparito, e viene informata che è stato visto l'ultima volta insieme al misterioso vecchio. L'uomo è in realtà una delle tante vittime di Anya come demone della vendetta, il suo nome è Stewart Burns e nel 1914 a Chicago Anya lo punì trasformandolo in un demone e spedito in un'altra dimensione, è da anni che progettava di fargliela pagare. Stewart riassume le sue vere sembianze di demone e dice ad Anya di aver generato nella mente di Xander false visioni sul suo futuro, in modo da indurlo ad abbandonarla proprio il giorno delle loro nozze. Non pago di aver spezzato il cuore di Anya, Stewart si prepara a ucciderla, ma Buffy e lo stesso Xander giungono in difesa della donna. Stewart viene ucciso da Xander, tra gli applausi dei presenti.
Xander è ormai consapevole della falsità delle visioni, ma le sue paure riguardo al matrimonio si sono risvegliate e, mentre osserva i genitori impegnati nell'ennesimo litigio, dice ad Anya di non poterla sposare, pur amandola il suo timore è quello di diventare come suo padre, infatti ciò di cui ha paura è che ciò che ha visto in quelle visioni possano comunque diventare un futuro realistico, in quelle visione Xander non era disgustato da Anya ma dalla persona che lui stesso sarebbe diventato.
Xander lascia la sua casa trovando un modesto motel dove trascorrere la notte. Più tardi, una disperata Anya, rimasta sola con D'Hoffryn, viene rimproverata da quest'ultimo che ha permesso a Xander di renderla debole, ritenendo che ora lei deve tornare a essere Anyanka, il demone della vendetta.
- Altri interpreti: Casey Sander (Mr. Tony Harris), Kali Rocha (Halfrek), Andy Umberger (D'Hoffryn), Lee Garlington (Jessica Harris), Jan Hoag (Cugina Carol), George Wallace (Stewart Burns), Steven Gilborn (Zio Rory), Susannah L. Brown (Ragazza dei rinfreschi), Chris Emerson (Josh a ventun anni), Mel Fair (Demone tentacolato), Julian Franco (Giovane barista), Joey Hiott (Josh a dieci anni), Rebecca Jackson (Tarantula), Nick Kokich (Teenager demone), James Charles Leary (Clem), Abigail Mavity (Sara a otto anni), Daniel McFeeley (Warty Demon), Robert Noble (Manager del turno di notte), Megan Vint (Karen), Ashleigh Ann Wood (Sara a diciott'anni).

## Di nuovo normale
- Titolo originale: Normal Again
- Diretto da: Rick Rosenthal
- Scritto da: Diego Gutiérrez (soggetto); Joss Whedon (sceneggiatura)

### Trama
Buffy è alla ricerca della nuova base del Trio e controlla le case appena affittate. Quando il Trio si accorge che Buffy è sul punto di individuarli, Andrew evoca un demone che subito attacca la Cacciatrice. Il demone pugnala Buffy con un pungiglione che fuoriesce dal suo corpo e fugge via. Da questo momento, Buffy inizia ad avere visioni nelle quali si ritrova rinchiusa in un ospedale psichiatrico.
Nelle sue visioni, Buffy è schizofrenica e tutto ciò che concerne la sua vita di Cacciatrice, tra cui i suoi amici, Dawn e Sunnydale stessa, è frutto della sua immaginazione. Nella realtà che le viene presentata, Joyce è ancora viva e lei e Hank non hanno mai divorziato. Il medico di Buffy spiega che la ragazza ha avuto di recente un periodo di lucidità, che lei ricorda come il "paradiso", e che i suoi "amici" l'hanno nuovamente intrappolata nell'allucinazione.
Buffy confessa a Willow di essere realmente stata per un breve periodo in un ospedale psichiatrico, dopo aver provato a convincere i suoi genitori che i vampiri esistevano, e di temere di non esserne mai uscita. Xander e Spike riescono catturare il demone che ha aggredito Buffy e lo incatenano nella cantina di casa Summers. Willow spezza il suo pungiglione e lo usa per sintetizzare un antidoto alle allucinazioni di Buffy, senza fare uso della magia.
Nel frattempo, Dawn si infuria con Buffy, quando si rende conto che si è creata un mondo immaginario in cui è figlia unica. Anche Spike litiga con Buffy e la esorta ad abbandonare una vita che chiaramente detesta e scegliere lui, minacciando di raccontare ai suoi amici della loro relazione se non sarà lei a farlo. Ormai spezzata, Buffy versa di nascosto l'antidoto nella spazzatura. 
Tornata con la mente all'ospedale, Buffy dice al dottore e ai suoi genitori che vuole stare bene e liberarsi dei pensieri su Sunnydale. Il dottore le dice che per stare veramente bene deve distruggere gli elementi che continuano intrappolarla nella sua realtà immaginaria. Buffy aggredisce Willow, Xander e Dawn e li intrappola, legati e imbavagliati, nella cantina, dopodiché libera il demone affinché li uccida. Nel frattempo, Tara arriva a casa Summers e trova tutti nella cantina. La ragazza usa la magia per slegare i prigionieri, ma Buffy la fa cadere dalle scale, facendole perdere i sensi. 
All'ospedale, Joyce incoraggia Buffy a lottare contro la realtà di Sunnydale, dicendole che ha la forza di combattere contro la durezza del mondo e che deve farlo perché ha delle persone che le vogliono bene. Queste parole spingono Buffy a riacquistare la volontà necessaria a proteggere la sua vita a Sunnydale. Tornata alla realtà, sconfigge facilmente il demone e invita i suoi amici a preparare nuovamente l'antidoto.
- Altri interpreti: Danny Strong (Jonathan Levinson), Adam Busch (Warren Meers), Tom Lenk (Andrew Wells), Dean Butler (Hank Summers), Michael Warren (Dottore), Kirsten Nelson (Lorraine Ross), Kristine Sutherland (Joyce Summers), Rodney Charles (Orderly), April Dion (Ragazza che bacia), Sarah Scivier (Infermiera)

## Entropia
- Titolo originale: Entropy
- Diretto da: James A. Contner
- Scritto da: Drew Z. Greenberg (soggetto); Joss Whedon (sceneggiatura)

### Trama
Willow e Tara ricominciano a uscire insieme, ricucendo gradualmente il loro rapporto. Il Trio inizia a perdere coesione, con Warren e Andrew che si fidano sempre meno di Jonathan e progettano di estrometterlo dal gruppo.
Xander riceve una visita di Anya. L'uomo esprime il suo grande senso di colpa avendo capito di aver sbagliato a non confidarle prima le proprie paure e afferma di amarla profondamente, vuole davvero stare con lei e sposarla ma non è pronto a farlo nell'immediato futuro. Anya non sente ragioni, segretamente tornata a essere un demone della vendetta, prova a maledire Xander, ma si accorge di non poter esaudire i propri desideri. 
Halfrek fa capire all'amica che essendo un demone della vendetta non può maledire per egoismo personale, deve indurre qualcun altro a maledire Xander per lei, Anya cerca dunque di spingere Buffy, Dawn, Tara e Willow a esprimere un desiderio di vendetta contro Xander, ma senza successo. Halfrek, tenendo presente che Anya ha sempre sostenuto le vendette femminili, le suggerisce di trovare un uomo che invece possa esprime un desiderio di vendetta volto al fine di danneggiare Xander.
Buffy e Xander trovano nel giardino di casa Summers un nano da giardino che Buffy non riconosce, e scoprono che vi è installata una telecamera. Willow usa le sue abilità informatiche per analizzare il nano da giardino, e scopre che è solo una delle numerose telecamere nascoste che il Trio ha installato nei punti di ritrovo della Scooby Gang.
Al Magic Box, Anya riceve una visita di Spike, in cerca di una soluzione magica al dolore che Buffy gli ha causato lasciandolo. Pensando di poter usare Spike per vendicarsi di Xander, Anya gli offre del whisky, ma finiscono per ubriacarsi, confrontandosi sulle delusioni amorose che hanno affrontato entrambi ritenendo che un parallelismo tra Buffy e Xander è che sono stati e entrambi egoisti con loro avendoli usati per non sentirsi soli, infine Spike e Anya si baciano. 
Mentre controlla la telecamera, Willow si connette alle altre telecamere piazzate dal Trio, fino a visualizzare l'interno del Magic Box dove Willow, Dawn, Buffy e Xander vedono Anya e Spike fare sesso, Xander si dirige al Magic Box con l'intenzione di uccidere il vampiro. Dawn, avendo notato la reazione di sua sorella nel vedere Spike con Anya capisce che Buffy e Spike sono stati amanti, e lei non trova il coraggio di negarlo.
Buffy segue Xander quando viene avvisata da Willow che l'amico ha rubato un'ascia, intanto Spike e Anya, visibilmente pentiti di ciò che hanno fatto, vengono raggiunti da Xander che si mette a picchiare Spike il quale a causa del chip non può difendersi, proprio quando era sul punto di uccidere il vampiro viene fermato da Anya e Buffy. Xander litiga furiosamente con Anya, quest'ultima lo accusa di essere un insicuro e di non doversi giustificare con lui per ciò che fa, ma Xander le fa notare che si è soltanto umiliata concedendosi a un vampiro che non possiede un'anima. Spike gli rivela che anche Buffy ha fatto sesso con lui, e Xander si allontana inorridito. Spike è ormai pronto a esprimere un desiderio di vendetta contro Xander, ma Anya lo ferma, adesso si è finalmente vendicata ferendo Xander, ma senza andarne fiera.
Tara torna in casa Summers e dice a Willow di essere ormai pronta a riprendere la loro relazione.
- Altri interpreti: Danny Strong (Jonathan Levinson), Adam Busch (Warren Meers), Tom Lenk (Andrew Wells), Kali Rocha (Halfrek), Edie Caggiano (Madre)

## Profondo rosso
- Titolo originale: Seeing Red
- Diretto da: Michael Gershman
- Scritto da: Steven S. DeKnight (soggetto); Joss Whedon (sceneggiatura)

### Trama
Tara e Willow sono tornate insieme, e Tara si ritrasferisce in casa Summers, con grande gioia di Dawn. Buffy ha ormai individuato il covo del Trio, ma quando fa irruzione nella casa, scopre che i tre criminali l'hanno già abbandonata. La Cacciatrice riesce a portare via alcuni oggetti, sopravvivendo con difficoltà alle trappole disseminate nella casa. Buffy, Dawn, Willow e Tara si riuniscono per esaminare quegli oggetti, rendendosi tristemente conto di non poter contare sul resto del gruppo, tra cui Xander, indignato e sconvolto per il fatto che Buffy sia andata a letto con Spike.
In una grotta, il Trio uccide un grosso demone Nezzla che custodisce le sfere di Nezzla'khan. Le sfere conferiscono forza sovraumana e invincibilità a chi le usa. Nel frattempo, Warren e Andrew continuano a cospirare contro Jonathan. Al Bronze, Xander vede Warren, potenziato dalle sfere, provarci con una ragazza e respingere con facilità sia il fidanzato che altri uomini, accorsi per fermarlo. Xander cerca di intervenire, ma viene sopraffatto.
Spike si presenta in casa Summers e cerca di convincere Buffy ad ammettere che lo ama. Al rifiuto di lei, lui cerca di stuprarla, ma con difficoltà Buffy riesce a respingerlo. In lacrime, Buffy ribadisce che non potrà mai amarlo. Spike fugge dalla casa, ma Xander scopre comunque quello che è successo. Spike è sconcertato dal suo stesso comportamento, sia per aver fatto soffrire Buffy, sia per aver infine desistito dallo stuprarla, cosa che in passato non avrebbe fatto. Confuso su se stesso e sui propri sentimenti, Spike sale a bordo della sua moto e lascia Sunnydale, ripromettendosi di tornare cambiato.
Willow e Tara rivelano a Buffy che, grazie alle loro indagini, hanno scoperto che il Trio sta progettando di rubare una grande quantità di denaro. Avvertita da Xander circa la nuova forza di Warren, Buffy si precipita a fermarli.
Buffy raggiunge Warren mentre sta ribaltando un furgone blindato carico di denaro, ma si trova subito in difficoltà a causa della forza dell'uomo. Stanco della crudeltà di Warren, Jonathan salta sulla schiena di Buffy col pretesto di attaccarla, e le suggerisce di prendere le sfere dalla cintura di Warren e distruggerle. Buffy riesce così a privare Warren dei suoi poteri e a sconfiggerlo, ma l'uomo usa un jet pack per volare via. Andrew tenta di seguire l'esempio con il proprio jet pack, ma finisce per colpire un tetto sporgente. Mentre i poliziotti portano i due criminali in prigione, Jonathan, che non aveva il jet pack, capisce che i suoi compagni stavano per tradirlo.
La mattina dopo, Xander va a trovare Buffy. I due amici parlano delle loro recenti incomprensioni, e si riappacificano. Poco dopo, Warren li raggiunge e spara a Buffy, ferendola gravemente al petto; dopodiché si allontana, sparando alcuni colpi in aria. Uno dei proiettili raggiunge una finestra e colpisce Tara, che muore tra le braccia di Willow.
- Altri interpreti: Danny Strong (Jonathan Levinson), Adam Busch (Warren Meers), Tom Lenk (Andrew Wells), Amy Hathaway (Christine, ragazza al bar con Anya), Nichole Hiltz (Diana, la ragazza di Frank), Garrett Brawith (Frank), Tim Hager (Amministratore), Christopher James (Guardia #2), James Charles Leary (Clem), Stefan Marks (Guardia #1), Kate Orsini (Ragazza al Bronze), Troy Brenna (Demone Nezzla [non accreditato]), Dean Grimes (Aiutante di Frank [non accreditato])

## Perversi
- Titolo originale: Villains
- Diretto da: David Solomon
- Scritto da: Marti Noxon (soggetto); Joss Whedon (sceneggiatura)

### Trama
Tenendo tra le braccia il corpo senza vita di Tara, Willow evoca Osiris il guardiano del mondo dei morti affinché la riporti in vita, ma questi le risponde che non può annullare una "morte naturale", ossia una morte non causata da fattori mistici come accadde con Buffy, la reazione di Willow è terribile tanto che elimina Osiris con la sola forza del suo grido. Willow scopre da Xander cosa è successo, prima che l'uomo salga nell'ambulanza che sta portando via Buffy. Sopraffatta dal desiderio di vendetta, Willow si reca al Magic Box e assorbe tutto il contenuto dei libri di magia nera presenti nel negozio, trasformandosi in una strega malvagia e potentissima, inutile è stato il tentativo di Anya di fermarla.
Warren va in un bar frequentato da demoni vantandosi di aver ucciso la Cacciatrice, ma tutti ridono di lui perché hanno saputo dal telegiornale che Buffy è stata ricoverata in ospedale, è probabile che si salverà e se ciò dovesse succedere Warren sarà nei guai. Warren chiede aiuto allo stregone Rack temendo l'ira di Buffy, ma Rack gli spiega che adesso ha un problema più grave di cui occuparsi ovvero Willow, la potenza magica che emana è facilmente percettibile.
Willow raggiunge Buffy in ospedale e la guarisce completamente usando la magia. Portando con sé Buffy e Xander, Willow si lancia alla caccia di Warren. Tuttavia, quando scoprono che Tara è morta e che Willow intende assassinare Warren, i due amici cercando di dissuaderla dal commettere un omicidio che potrebbe rovinarle la vita e renderla definitivamente schiava della magia nera. Willow rifiuta i loro consigli e decide di dare la caccia a Warren da sola, lo trova su un autobus e lo uccide, ma poi scopre che è soltanto un robot a sua somiglianza che Warren ha usato per depistarla.
Buffy e Xander tornano a casa e trovano Dawn, rannicchiata in un angolo, osservare sconvolta il cadavere di Tara. Dopo che il corpo viene portato via dal medico legale, Xander e Dawn si augurano che Willow riesca a uccidere Warren, ritenendolo malvagio quanto i demoni che hanno affrontato e ucciso in passato. Buffy assicura di voler punire Warren, ma afferma anche che essere una Cacciatrice non le dà la licenza di uccidere e che bisogna impedire a Willow di autodistruggersi, dovrà essere la legge a giudicare Warren e non loro.
In una grotta in mezzo al deserto, Spike entra in contatto con un demone in grado di esaudire un suo desiderio, a condizione che il vampiro si sottoponga ad atroci prove fisiche e psicologiche. Spike accetta le condizioni e chiede in cambio di poter "tornare quello che era in passato".
A Sunnydale, Anya rivela a Xander e Buffy di essere di nuovo un demone della vendetta, e di poter localizzare Willow, captando il desiderio di vendetta della strega. Buffy e Xander devono sapere se Anya sarà dalla loro parte, lei non nega che potendo scegliere preferirebbe spalleggiare Willow ma quest'ultima è fuori controllo, non accetterebbe l'aiuto di nessuno, quindi preferisce schierarsi con Buffy.
Facendosi guidare dalla magia, Willow trova Warren in una foresta, lui la colpisce alla schiena con un'ascia ma il potere magico di Willow è tale che lei non avverte nessun dolore, lo cattura e lo tortura. Willow evoca lo spirito di Katrina mettendo a nudo la natura misogina di Warren: egli ama sottomettere e punire le donne, questo spiega la sua ossessione nel voler eliminare Buffy a tutti i costi. Buffy, Anya e Xander li raggiungono e cercano di convincere Willow a non uccidere l'uomo. Tuttavia Willow scuoia vivo Warren e lo fa scomparire con la magia. Prima di svanire col teletrasporto, la strega dice ai suoi amici che Warren è solo la prima delle sue vittime.
- Altri interpreti: Danny Strong (Jonathan Levinson), Adam Busch (Warren Meers), Tom Lenk (Andrew Wells), Jeff Kober (Rack), Amelinda Smith (Katrina Silber), David Adefeso (Paramedico #2), Mueen Jahan Ahmad (Dottore), Steven W. Bailey (Demone della caverna), Alan Henry Brown (Barista demone), Jeffrey Nicholas Brown (Vampiro), Jane Cho (Infermiera #1), Meredith Cross (Infermiera #2), Nelson Frederick (Abitante del villaggio), Julie Hermelin (Clerk), Tim Hodgin (Coroner), James Charles Leary (Clem), Michael Matthys (Paramedico)

## Due da eliminare
- Titolo originale: Two to Go
- Diretto da: Bill L. Norton
- Scritto da: Douglas Petrie e Joss Whedon

### Trama
Nella caverna nel deserto, Spike affronta le difficilissime prove a cui il demone lo sottopone.
A Sunnydale, Buffy, Anya e Xander, per proteggere Andrew e Jonathan dalla furia di Willow, aiutano i due criminali a evadere di prigione, e li portano via a bordo di un'auto rubata. Willow li insegue con un enorme semirimorchio controllato con la magia. Tuttavia la strega esaurisce l'energia magica, e il gruppo riesce a seminarla. Jonathan e Andrew vengono portati al Magic Box, dove Buffy, Anya e Xander fanno delle ricerche per conferire ai due criminali una protezione magica.
Willow si reca da Rack, il quale è felice di approfittare della sua rinata dipendenza dalla magia. Tuttavia Willow assorbe tutta l'energia di Rack senza permesso, per poi ucciderlo. Dawn raggiunge il covo di Rack, pensando di chiedere allo stregone dove si trovi Willow. Qui trova il cadavere di Rack e una spaventosa Willow ancora più potente e malvagia di prima. La strega impedisce a Dawn di scappare e, quando la ragazzina cerca di riportarla alla ragione, si infastidisce e le annuncia di volerla ritrasformare nella "sfera di energia" che era in origine. Fortunatamente Buffy le raggiunge appena in tempo.
Buffy cerca di convincere Willow a tornare se stessa e a non rinunciare a quanto la vita ha da offrirle. Willow esprime invece disprezzo per la vecchia sé, sostenendo che l'unica cosa che le desse dignità fosse l'amore di Tara, e accusa Buffy di aver dimostrato un odio per il mondo pari al suo, da quando è stata resuscitata.
Willow teletrasporta tutte e tre al Magic Box, e attacca Jonathan e Andrew con la magia, ma questi sono protetti da un incantesimo che Anya sta recitando, nascosta dietro gli scaffali.
Willow allora usa la magia per aumentare la propria forza fisica, ed essere in grado di uccidere i due senza ricorrere a ulteriori incantesimi. Ne consegue uno sconto fisico con Buffy, mentre Dawn, Xander, Andrew e Jonathan fuggono dal negozio, e Anya, di nascosto, continua a recitare l'incantesimo.
Xander guida gli altri attraverso Sunnydale, cercando di trovare un posto dove nascondersi finché Willow non verrà fermata. Andrew cerca subito di tradirlo e lo minaccia con una spada, affinché gli permetta di fuggire in Messico. Jonathan punta a sua volta una spada alla gola di Andrew, e gli intima di seguire le indicazioni di Xander.
Al Magic Box, Willow trova Anya e la attacca, facendola svenire e privando così Andrew e Jonathan della protezione magica. Riesce inoltre ad atterrare Buffy con la magia. Giunge però l'inaspettato aiuto di Giles, tornato dall'Inghilterra con poteri tali da mettere facilmente Willow al tappeto.
- Altri interpreti: Danny Strong (Jonathan Levinson), Tom Lenk (Andrew Wells), Jeff Kober (Rack), Steven W. Bailey (Demone della caverna), James Charles Leary (Clem), Jeff McCredie (Ufficiale), Damian Mooney (Poliziotto di pattuglia), Michael Younger (Camionista), Tanoai Reed (Demone del fuoco [non accreditato])

## Baratro
- Titolo originale: Grave
- Diretto da: James A. Contner
- Scritto da: David Fury e Joss Whedon

### Trama
Dopo aver paralizzato magicamente Willow, Giles rivela di essere stato dotato di una potente magia da una congrega di streghe inglesi. Queste, avendo captato una presenza nefasta provenire da Sunnydale, hanno inviato l'Osservatore ad affrontarla. Giles si scusa con Buffy per averla abbandonata quando aveva bisogno di aiuto, ma lei gli assicura che ha fatto bene a farlo, perché doveva affrontare le sue responsabilità di adulta. Mentre parlano, Willow soggioga la mente di Anya affinché si lasci assorbire l'energia, permettendo alla strega di sciogliere l'incantesimo di Giles.
Volendo liberarsi di Buffy e combattere contro Giles, Willow crea una sfera di fuoco esplosiva capace di raggiungere e uccidere Jonathan e Andrew, e conseguentemente anche Xander e Dawn. Buffy segue la bomba magica e salva il gruppo appena in tempo. Tuttavia l'esplosione crea una profonda buca nel terreno nella quale cadono Buffy e Dawn, mentre Xander perde i sensi e i due criminali fuggono diretti in Messico.
Willow sconfigge Giles e assorbe la sua forza magica. Il potere sottratto a Giles le fa avvertire tutta la sofferenza che alberga nel mondo; sopraffatta da queste emozioni, Willow dà inizio a un rituale volto distruggere l'intero pianeta evocando dal sottosuolo un tempio satanico che fu creato in onore di Proserpina ma che sprofondò nel 1932 a causa di un terremoto.
Willow parla telepaticamente a Buffy, ancora nel sottosuolo con Dawn, dicendole che una guerriera come lei merita di morire combattendo. Improvvisamente Buffy e Dawn si ritrovano circondate da mostri fatti di terra evocati da Willow. Le due sorelle combattono i mostri usando le spade di Jonathan e Andrew, cadute nella buca insieme a loro, e Buffy è affascinata da come Dawn tenga testa agli avversari.
Xander raggiunge Willow la quale riversa tutto il suo potere magico nel tempio, tuttavia Xander le dice che continuerà sempre a volerle bene, a prescindere da quanto spaventosa o malvagia diventi. Willow inizialmente lo respinge, ma infine crolla in lacrime tra le sue braccia, tornando se stessa. Giles spiega ad Anya di aver volontariamente lasciato che Willow assorbisse la magia benevola di cui era stato dotato: grazie a ciò, Xander ha potuto riconnettere Willow alla sua umanità, salvando il mondo.
Sopravvissute, Buffy e Dawn escono dalla buca, e Buffy dice a Dawn di sentirsi finalmente riconciliata con la vita, promettendole di diventare una sorella migliore.
Nel frattempo, Spike ha finalmente superato tutte le prove a cui il demone lo ha sottoposto. Il vampiro chiede di poter "dare a Buffy ciò che merita", e il demone gli restituisce l'anima.
- Altri interpreti: Danny Strong (Jonathan Levinson), Tom Lenk (Andrew Wells), Steven W. Bailey (Demone della caverna), Brett Wagner (Camionista), Tanoai Reed (Demone del fuoco [non accreditato])